# مارك هلفريشت
مارك هلفريشت (بالإنجليزية: Mark Helfrich)‏ (و. نوفمبر 1957  م) هو مونتير، ومخرج أفلام، ومصور أمريكي.

## وصلات خارجية
- مارك هلفريشت على موقع IMDb (الإنجليزية)
- مارك هلفريشت على موقع ألو سيني (الفرنسية)
- مارك هلفريشت على موقع أول موفي (الإنجليزية)
- مارك هلفريشت على موقع قاعدة بيانات الأفلام السويدية (السويدية)
- مارك هلفريشت على موقع قاعدة بيانات الفيلم (الإنجليزية)
- مارك هلفريشت على موقع كينوبويسك (الروسية)